# Волголаг
Будівництво гідротехнічних вузлів та Волзький ВТТ — управління будівництва і таборів Рибінської і Углицької ГЕС.
Час існування: організоване 07.12.35;

закрите 20.03.42 (24.02.42 на базі ряду ЛО Волголага організований Рибінський ВТТ).

Підпорядковане: ГУЛАГ з 07.12.35 та з 24.10.41;

Головному управлінню таборів гідротехнічного будівництва (ГУЛГТС) з 13.09.40.

## Історія
Спочатку будівництво Углицького і Рибінського гідровузлів було доручено Дмитровському виправно-трудовому табору, але 16 вересня 1935 ГУЛАГу НКВД наказано негайно приступити до організації самостійного Управління будівництва та ВТТ.
У 1936 році в таборі перебувало 19 420 ув'язнених, у наступні роки відбувалося зростання чисельності «контингенту». У 1941 році, напередодні війни, він досяг максимуму за всі роки свого існування: в Волголагу тоді перебувало 85 509 осіб. Дві третини ув'язнених представляли собою кримінальний елемент, 15-20% були засуджені за 58-ю статтею КК РРФСР, тобто були «політичними».
Коли всі основні роботи із спорудження гідровузлів і ГЕС були завершені, Волголаг перетворили в Рибінський виправно-трудовий табір: чисельність ув'язнених в ці роки значно скоротилася, надалі ж перебувала на рівні 22 тисяч осіб. Так на 1 січня 1944 року в таборі нараховувалося 22584 ув'язнених; протягом цього року у ВТТ прибуло 11 681 ув'язнених, вибуло — 12 775 осіб, з них звільнено — 6839, померло — 4843, бігло — 135; до 1 січня 1945 у Волголагу налічувалося 21490 ув'язнених.